# Zygaena trifolii
Zygaena trifolii là một loài the Zygaenidae.

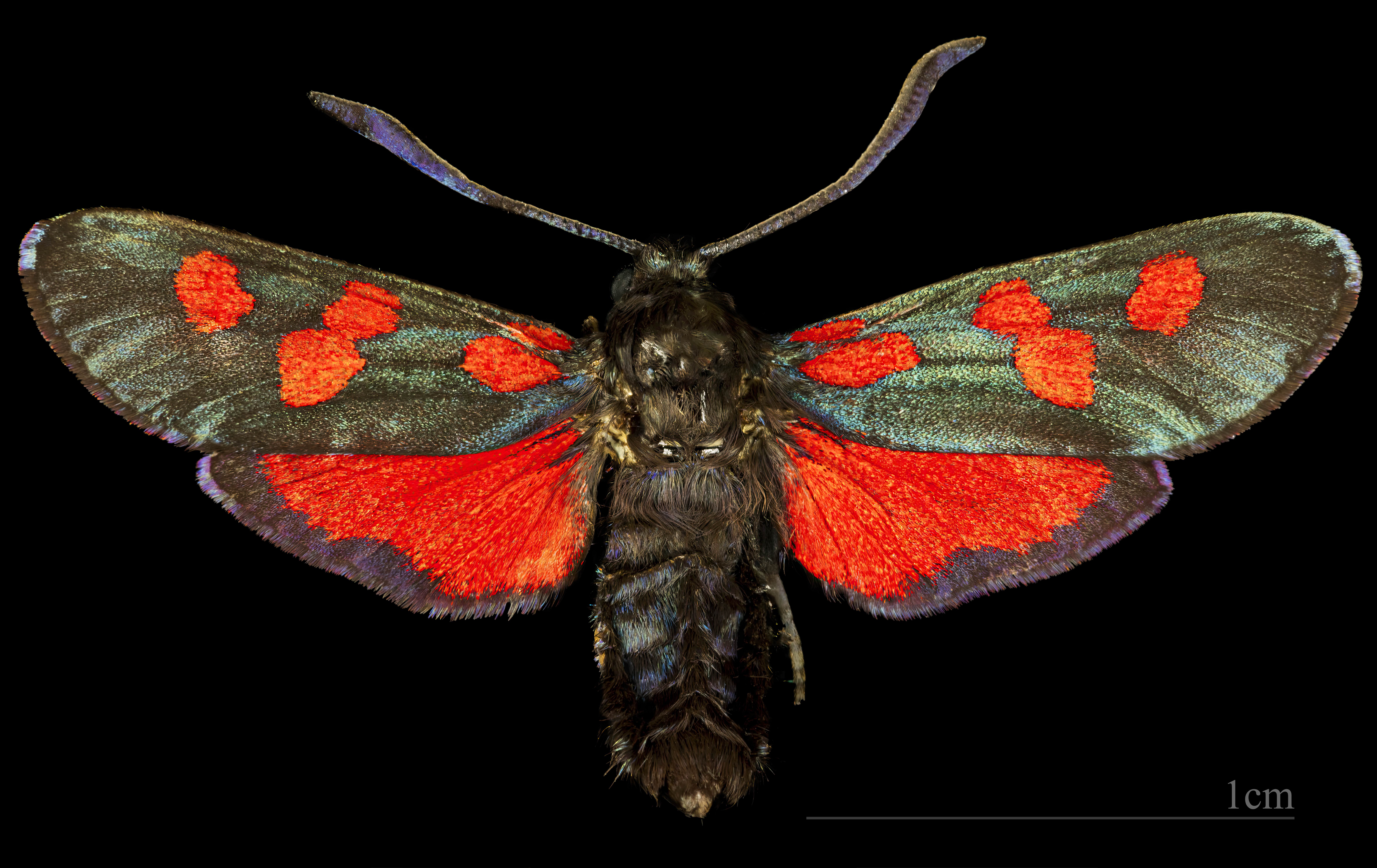
♂
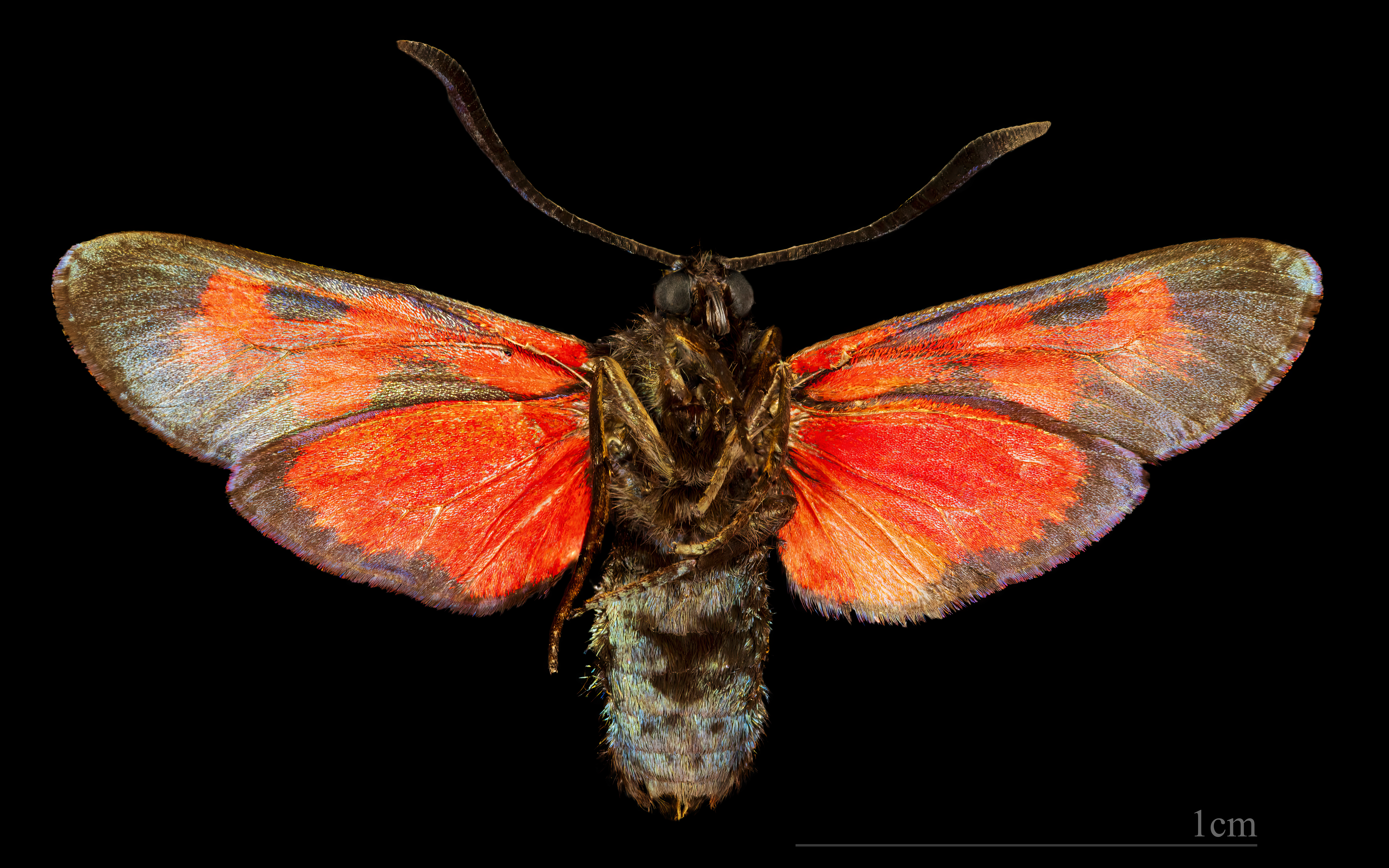
♂ △
♀
♀ △

## Hình ảnh

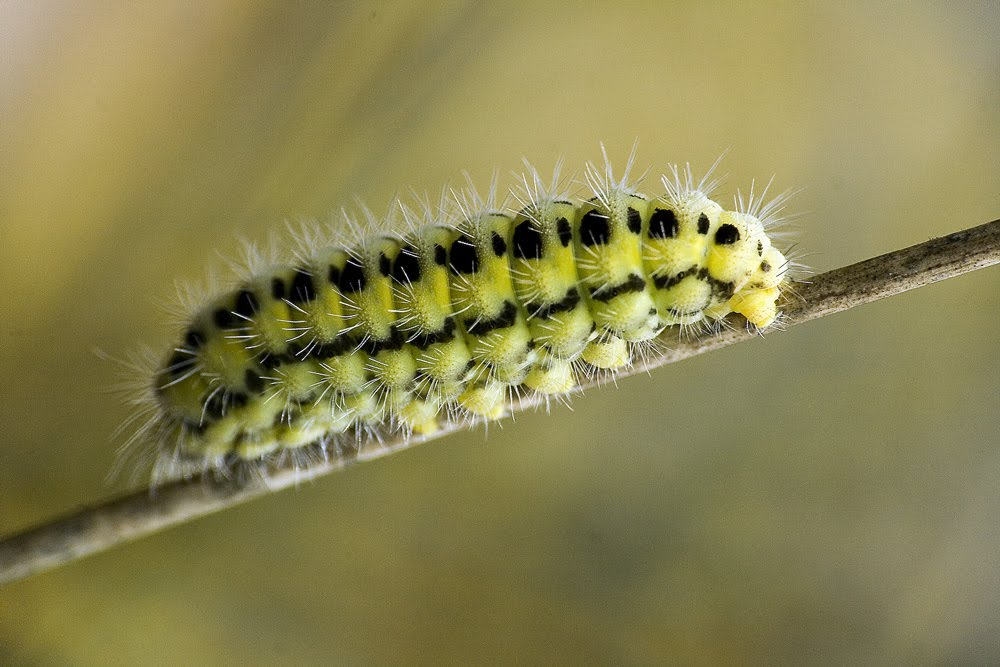
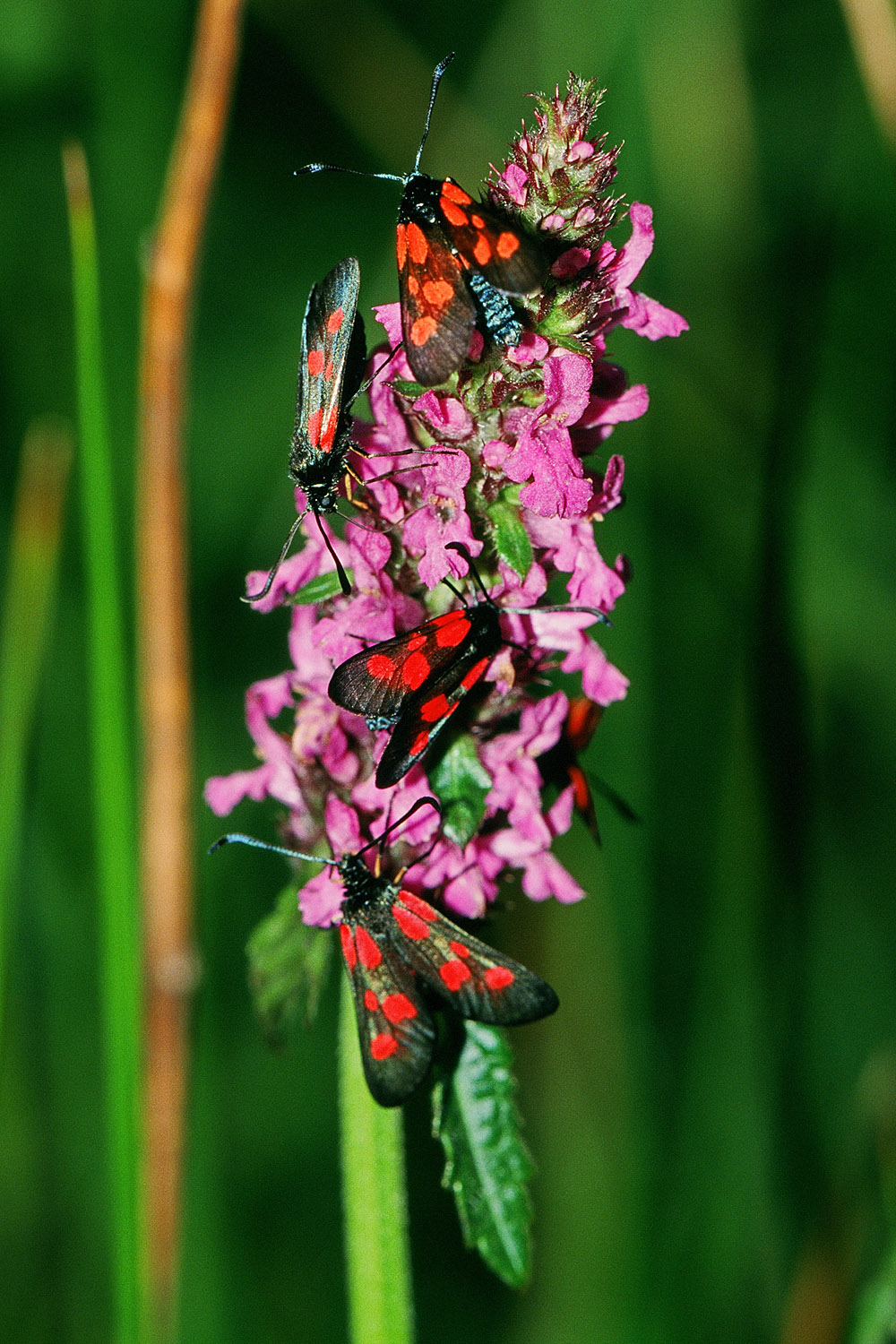
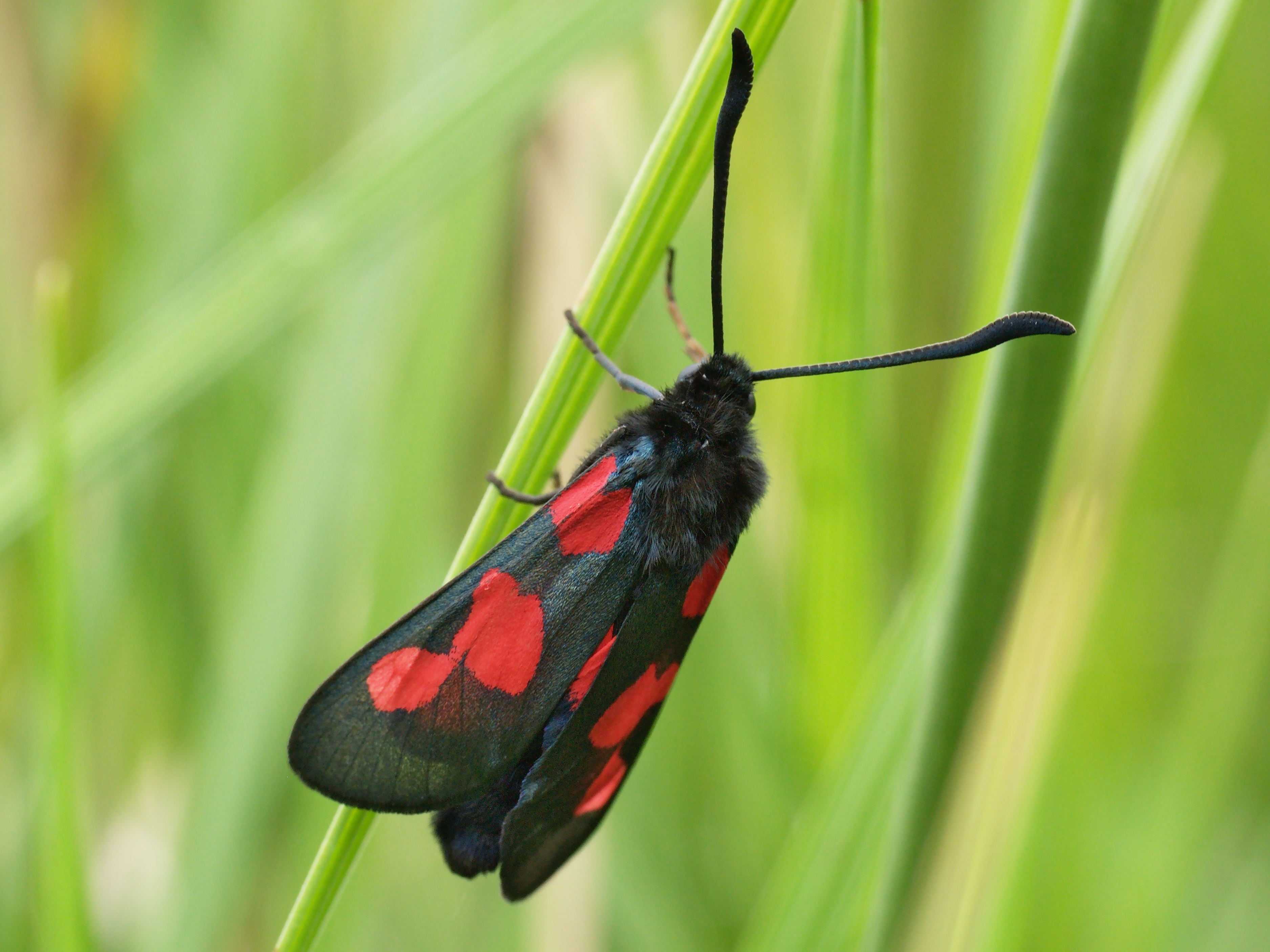
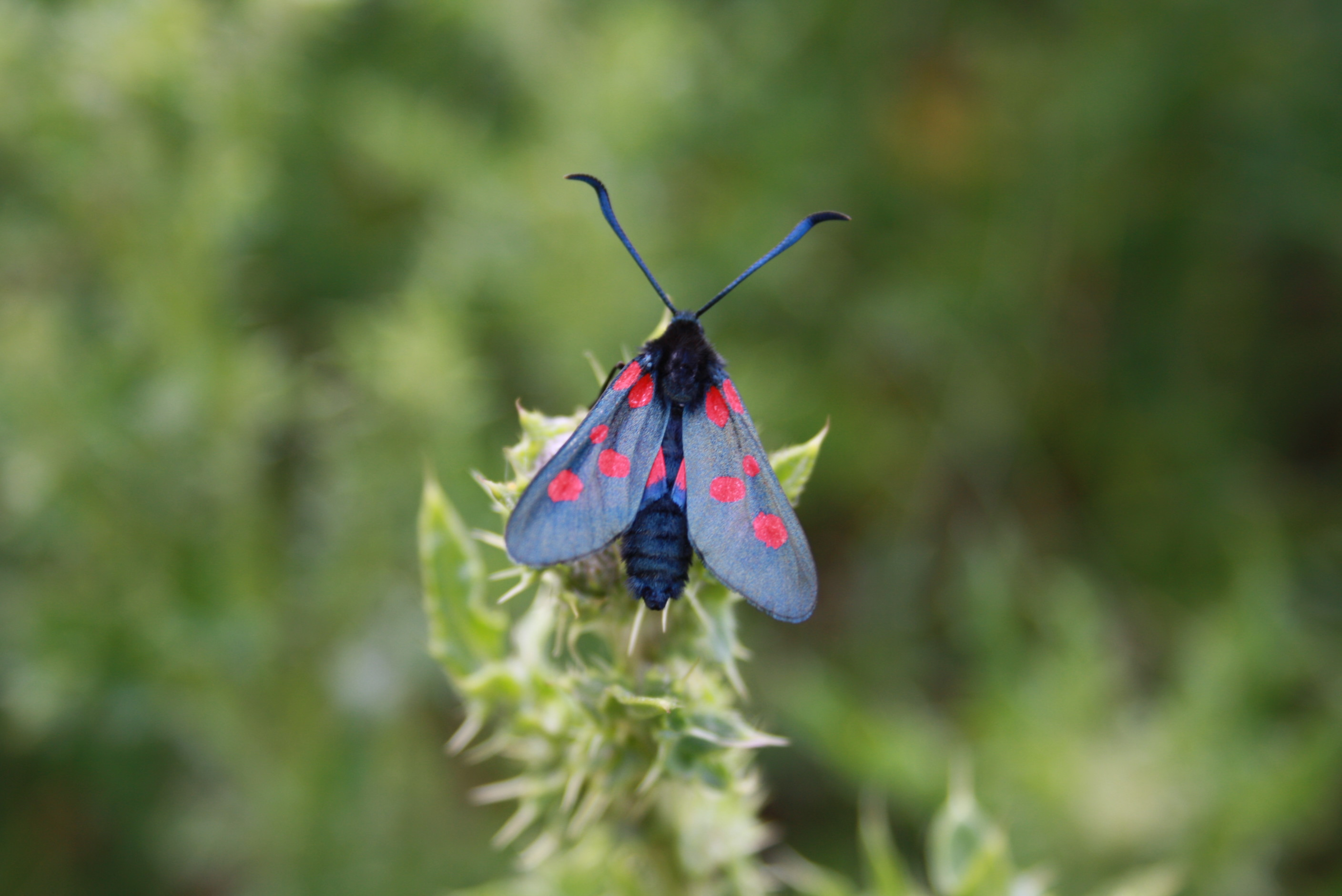